# Барон Блай
Барон Блай из Блитвуда и Станстед-Маунтфитчета в графствe Эссекс — наследственный титул в системе Пэрства Соединенного Королевства. Он был создан 19 июля 1907 года для сэра Джеймса Блая, 1-го баронета (1841—1925). Он был директором маркетинговой фирмы «W. & A. Gilbey», а также экспертом по культуре вина и винной торговли. 30 августа 1895 года для него уже был создан титул баронета из Челмсфорда в графстве Эссекс. Его старший сын, Герберт Уильям Блай, 2-й барон Блай (1868—1943), также был директором фирмы «W. and A. Gilbey». Последнему наследовал его племянник, Иэн Одли Джеймс Блай, 3-й барон Блай (1905—1977). Он был сыном Одли Джеймса Блая (1874—1908), второго сына первого барона Блая.
По состоянию на 2023 год носителем баронского титула являлся внук третьего барона, Джеймс Одли Иэн Блай, 5-й барон Блай (род. 1970), который стал преемником своего отца в 2009 году.

## Бароны Блай (1907)
- 1907—1925: Джеймс Блай, 1-й барон Блай (10 сентября 1841 — 8 сентября 1925), старший сын Джеймса Блая (1803—1852)[1];
- 1925—1943: Герберт Уильям Блай, 2-й барон Блай (1 марта 1868 — 27 февраля 1943), старший сын предыдущего[2];
- 1943—1977: Иэн Одли Джеймс Блай, 3-й барон Блай (28 октября 1905 — 29 октября 1977), единственный сын достопочтенного Одли Джеймса Блая (1874—1908), племянник предыдущего[3];
- 1977—2009: Энтони Одли Руперт Блай, 4-й барон Блай (3 июня 1931 — 20 января 2009), старший сын предыдущего[4];
- 2009 — настоящее время: Джеймс Одли Иэн Блай, 5-й барон Блай (род. 13 ноября 1970), единственный сын предыдущего от второго брака[5];
  - Наследник титула: Хьюго Одли Джаспер Блай (род. 2006), сын предыдущего.